# You Let Me Walk Alone
You Let Me Walk Alone ist ein englischsprachiges Lied von Michael Schulte. Es wurde von Michael Schulte, Thomas Stengaard, Nisse Ingwersen und Katharina Müller geschrieben und ging als Gewinner des deutschen Vorentscheids für den Eurovision Song Contest 2018 in Lissabon hervor. Im Finale erreichte er mit 340 Punkten den vierten Platz und erzielte damit das beste deutsche Ergebnis seit 2010.

## Entstehung und Veröffentlichung

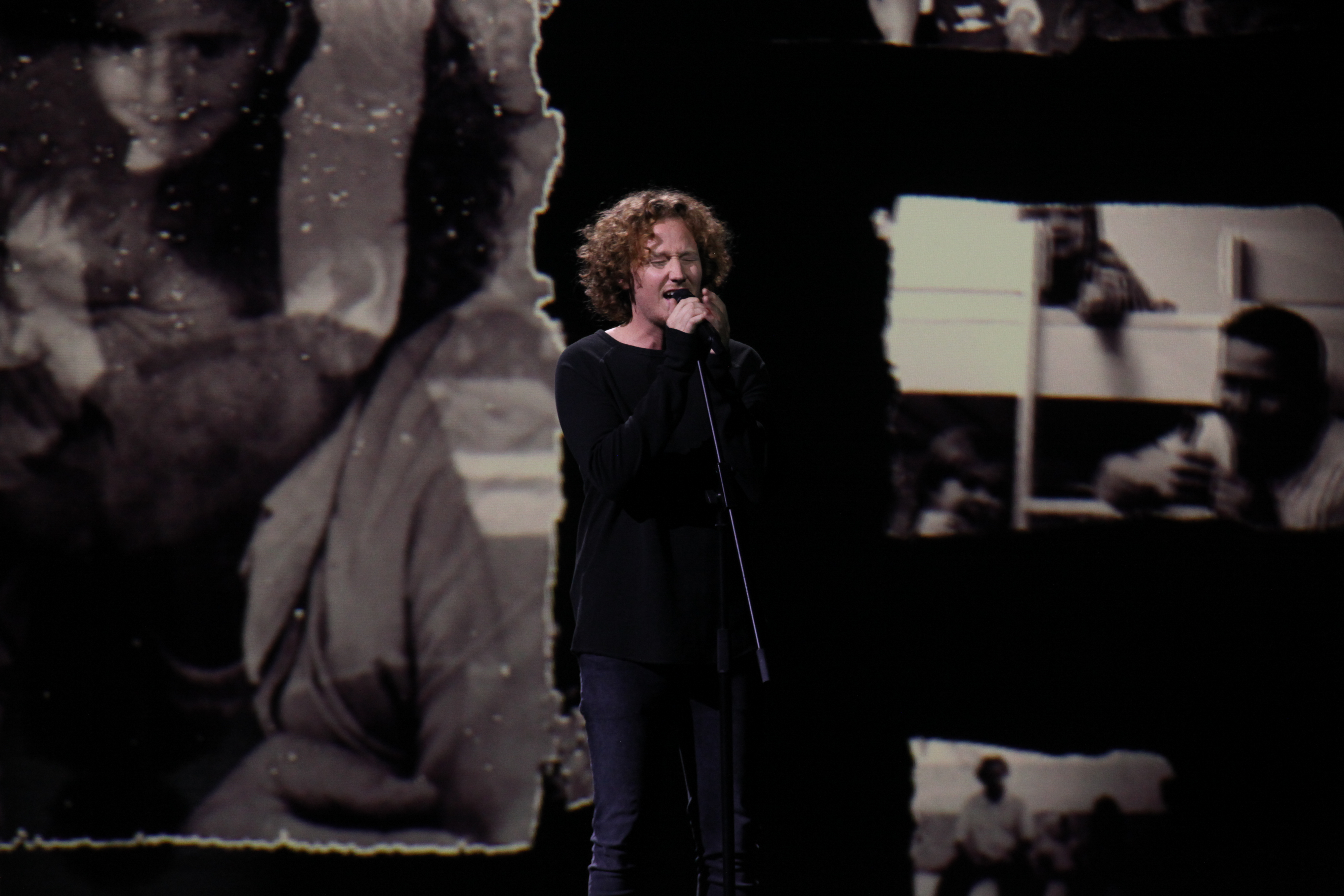
Michael Schulte bei seinem Auftritt

Das Lied wurde im Rahmen eines Song-Writing-Camps in Berlin mit den Komponisten Thomas Stengaard, Nisse Ingwersen und Katharina Müller geschrieben. Thomas Stengaard schrieb 2013 das Gewinnerlied für Dänemark. Das Lied wurde am 20. Februar 2018 veröffentlicht, ehe sich Michael Schulte am 22. Februar 2018 bei Unser Lied für Lissabon gegen fünf weitere Interpreten durchsetzte. Er erreichte die Maximalpunktzahl von 36 Punkten und erhielt sowohl vom Publikum als auch von beiden Jurys 12 Punkte.

## Inhalt
Michael Schulte verarbeitet in diesem Lied den Tod seines Vaters.

## Chartplatzierungen
| ChartsChartplatzierungen | Höchstplatzierung | Wochen |
| ------------------------ | ----------------- | ------ |
| Deutschland (GfK)        | 3 (8 Wo.)         | 8      |
| Österreich (Ö3)          | 23 (2 Wo.)        | 2      |
| Schweiz (IFPI)           | 27 (1 Wo.)        | 1      |